# ساترداي نايت لايف (الموسم 40)
بدأ عرض الموسم الأربعين من ساترداي نايت لايف خلال موسم تلفاز عام 2014-2015 على قناة «NBC». عُرضت الحلقة الأولى في 27 سبتمير، 2014، قدمها كريس برات وكانت أريانا غراندي الضيف الموسيقي، وعُرضت الحلقة الاخيرة من الموسم في 16 مايو، 2015، قدمها لويس سي.كي. وكانت ريانا الضيف الموسيقي للحلقة. أخذ عضو طاقم التمثيل السابق ديرل هامند مكان دون باردو الذي توفى في أغسطس 2015، دور المُعلن الصوتي للبرنامج. 

## طاقم التمثيل
كجزء من عملية إعادة بناء الطاقم التي أشار إليها لورن مايكلز حدثت عدة تغييرات خلال موسم 2014-2015. حيث تركت نسيم بدراد البرنامج بعد خمسة مواسم لتشارك في المُسلسل الكوميدي الذي أنتجه لورن مايكلز «مولايني»، بينما طرد جوم ميلسير، نويل ويلز وبركس ويلان بعد موسم واحد. كما أعيد مايك أوبراين إلى طاقم الكتابة. إنضم ممثلين جديدين إلى طاقم البرنامج، بيت ديفيدسون، أول عضو بطاقم البرنامج من مواليد التسعينات، والكاتب السابق في البرنامج مايكل تشاي الذي إستبدل سيسيلي سترونغ بتقديم فقرة أخبار نهاية الإسبوع.
| ممثلين رئيسيين - فانيسا باير - ايدي براينت - تاران كيلام - كيت مكينون - بوبي موينيهان - جاي فارو - سيسلي سترونغ - كينان تومبسون | ممثلين ثانويين - بيك بينيت - مايكل تشاي - بيت ديفيدسون - ليزلي جونز (أول ظهور: 25 أكتوبر، 2014) - كولن جوست - كايل موني - ساشير زاماتا |  |

1. 1 2  مقدم فقرة أخبار نهاية الإسبوع.

## الكُتاب
قبل بداية الموسم وضف 5 كُتاب جدد:
- آليسون ريتش، عضو في مجموعة لواء المواطنين المستقيمين.[8]
- نيك روثيرفورد.[9]
- ناتاشا روثويل، عضو في مجموعة لواء المواطنين المستقيمين.[10]
- ستريتير سايديل.
- جيريمي بيلير.

## الحلقات
| تسلسل إجمالي | تسلسل الموسم | المقدم              | الضيف الموسيقي          | تاريخ العرض     | التصنيف |
| --- | ------------ | ------------------- | ----------------------- | --------------- | ------- |
| 767 | 1            | كريس برات           | أريانا غراندي           | 27 سبتمبر، 2014 | 4.0/10  |
| - اريانا غراندي أدت اغنية "بريك فري" و "لوف مي هاردر" وظهرت في احدى المشاهد. - أول ظهور بيت ديفيدسون ومايكل تشاي (مقدم فقرة أخبار نهاية الإسبوع، مع كولن جوست). - أول حلقة كمعلن صوتي ديرل هامند. - ظهرت آنا فاريس في مونولوج الافتتاح. |              |                     |                         |                 |         |
| 768 | 2            | ساره سلفرمان        | مارون 5                 | 4 أكتوبر، 2014  | 3.9/10  |
| - فرقة مارون 5 أدت أغنية "آنيمالز" و "مابس". - ظهر آدم ليفين بدور فريدي ميركوري بمشهد "جوان ريفرز"، وفي مشهد "عالق في الزحام". |              |                     |                         |                 |         |
| 769 | 3            | بيل هادر            | هوزير                   | 11 أكتوبر، 2014 | 3.8/10  |
| - ظهرت كريستين ويج في مونولوج الافتتاح، وعدة مشاهد اخرى. - ظهرت الكاتبة ليزلي جونز في إعلان "39 سنت". |              |                     |                         |                 |         |
| 770 | 4            | جيم كيري            | إيجي أزيليا             | 25 أكتوبر، 2014 | 4.1/10  |
| - ظهر الممثل جيف دانييلز في مشهد "لم شمل عائلة جيم كيري". - أول حلقة تشارك بها ليزلي جونز في طاقم التمثيل. |              |                     |                         |                 |         |
| 771 | 5            | كريس روك            | برنس                    | 1 نوفمبر، 2014  | 4.9/10  |
| 772 | 6            | وودي هارلسون        | كيندرك لامار            | 15 نوفمبر، 2014 | 4.1/10  |
| - ظهر كل من جوش هوتشرسن، ليام هيمسورث وجينيفر لورنس في مونولوج الإفتتاح. - ظهرت اوزو ادوبا في إعلان "دودليز". |              |                     |                         |                 |         |
| 773 | 7            | كاميرون دياز        | مارك رونسون وبرونو مارس | 22 نوفمبر، 2014 | 4.1/10  |
| 774 | 8            | جيمس فرانكو         | نيكي ميناج              | 6 ديسمبر، 2014  | 4.4/10  |
| - ظهر سيث روغن في مونولوج الافتتاح، ومشهد "ممثلون اباحيين مع جيمس وسيث". - ظهرت نيكي ميناج بدور بيونسيه، ودور كيم كارداشيان. |              |                     |                         |                 |         |
| 775 | 9            | مارتن فريمان        | شارلي إكس سي إكس        | 13 ديسمبر، 2014 | 3.9/10  |
| 776 | 10           | إيمي آدمز           | ون دايركشن              | 20 ديسمبر، 2014 | 4.0/10  |
| - ظهرت كريستين ويج في مونولوج الافتتاح. - ظهر مايك مايرز بدور شخصية "دكتور إيفل" في المشهد الافتتاحي. - ظهر فريد آرميسين بفقرةأخباررنهاية الإسبوع.                                                                                      |              |                     |                         |                 |         |
| 777 | 11           | كيفن هارت           | سيا فورلر               | 17 يناير، 2015  | 4.1/10  |
| 778 | 12           | بلايك شيلتن         | بلايك شيلتن             | 24 يناير، 2015  | 4.7/10  |
| 779 | 13           | جي كي سيمونز        | دي أنجيلو               | 31 يناير، 2015  | 4.3/10  |
| - ظهر فريد آرميسين في مونولوج الافتتاح. |              |                     |                         |                 |         |
| 780 | 14           | داكوتا جونسون       | آلاباما شاكيس           | 28 فبراير، 2015 | 3.8/9   |
| 781 | 15           | كريس هيمسوورث       | فرقة زاك براون          | 7 مارس، 2015    | 4.0/10  |
| - ظهر لوك وليام هيمسورث في مونولوج الإفتتاح. |              |                     |                         |                 |         |
| 782 | 16           | دوين جونسون         | جورج ايزرا              | 28 مارس، 2015   | 3.7/9   |
| 783 | 17           | مايكل كيتون         | كارلي راي جيبسن         | 4 ابريل، 2015   | 3.7/9   |
| - ظهر نورمان ريديس بدورديرل ديكسون في فقرة أخبار نهاية الإسبوع. |              |                     |                         |                 |         |
| 784 | 18           | تاراجي بيندا هينسون | مومفورد اند سونز        | 11 ابريل، 2015  | 3.8/10  |
| - ظهر ديرل هامند بدور بيل كلينتون في المشهد الإفتتاحي. - ظهر بيلي كريستال في فقرة أخبار نهاية الإسبوع. |              |                     |                         |                 |         |
| 785 | 19           | سكارليت جوهانسون    | ويز خليفة               | 2 مايو، 2015    | 3.4/9   |
| 786 | 20           | ريس ويذرسبون        | فلورنس اند ذا مشين      | 9 مايو، 2015    | 3.7/10  |
| 787 | 21           | لويس سي.كي.         | ريانا                   | 16 مايو، 2015   | 3.8/10  |
| - ظهر ديرل هامند في الفقرة الافتتاحية بدور بيل كلينتون. |              |                     |                         |                 |         |

## الحلقات الخاصة
| العنوان                                                | تاريخ العرض    | عدد المشاهدين (مليون) |
| ------------------------------------------------------ | -------------- | --------------------- |
| حلقة خاصة بدوري كرة القدم الأمريكية                    | 31 يناير 2015  | 3.8                   |
| حلقة عيد الحب                                          | 14 فبراير 2015 | 3.8                   |
| السجادة الحمراء لحلقة احتفالية الذكري السنوية الاربعون | 15 فبراير 2015 | غير متوفر             |
| حلقة احتفالية الذكري السنوية الاربعون                  | 15 فبراير 2015 | 26.5                  |